# Yves Bertheau
Yves Bertheau est un biologiste et phytopathologiste de nationalité française, directeur de recherches honoraire INRAE au Muséum National d'Histoire Naturelle, et spécialiste notamment des OGMs. 

## Biographie
Après un DEA de biochimie obtenu en 1977 à l'université de Dijon, il soutient en 1979 une thèse de doctorat en agronomie portant sur la mycorhization (symbiose entre plantes et champignons). De 1989 à 1993, ses travaux portent sur l'intérêt des méthodes d'amplification génétique pour les plantes. Il obtient son habilitation à diriger les recherches en 1996 à l'Université Paris-Sud.
Il enseigne pendant 20 ans en phytopathologie à l’Ina-PG (actuellement AgroParisTech), avant de rejoindre l’INRA (actuellement INRAE) en 1999 pour la mise en place d’une équipe chargée de la traçabilité analytique (détection, identification et quantification) des OGM (recherche, normalisation, coordination de réseaux européen et national…).
En 2000, il organise le Réseau Européen de détection des OGMs, puis de 2005 à 2009 il coordonne le plus important programme européen sur la cohabitation entre OGM et cultures classiques (« Co-Extra »). De 2008 à 2013, il travaille sur la détection des OGMs, y compris des « nouveaux OGMs ». 
Il est nommé en 2009 au Comité scientifique du HCB (Haut Conseil des biotechnologies) en tant qu'expert OGM, où il est également chargé de la surveillance générale. Il en démissionne publiquement en 2016 à la suite de ce qu'il estime être un « détournement de procédure à propos d’un rapport incomplet et scientifiquement mauvais » au sujet de l'impact des « nouveaux OGM » sur l'environnement et sur l'homme.
En 2013, il rejoint le Muséum National d'Histoire Naturelle de Paris, où il est chercheur détaché au Centre d’Écologie et des Sciences de la Conservation.

## Prix et distinctions
- Prix Jacques Monod de la Fondation de France (1982)